# Neil Wood
Neil Wood (født 4. januar 1983 i Manchester, England) er en tidligere engelsk fodboldspiller, der spillede for Bolehall Swifts. Hans normale position var som midtbanespiller.